# Мусаев, Мели
Мели Муса́ев (1 января 1914, Ташкент — 18 декабря 1969, Ташкент) — советский узбекский художник. Народный художник Узбекской ССР (1950).

## Биография
В 1935 году окончил Самаркандское художественное училище. С 1930 года работал в театрах Узбекистана, в том числе в 1943—1969 годах — в ГУзбТОБ имени А. Навои, где в 1953 году оформил постановку оперы «Алмаст» А. Спендиаряна (дир. Т. Садыков, реж. С. Мухаммедов).
Похоронен в Ташкенте на Чигатайском кладбище.

## Оформил балеты
- «Акбиляк» С. Н. Василенко (1943, 1946)
- «Коппелия» Л. Делиба (1947)
- «Балерина» Г. А. Мушеля (1949, 1952)
- «Доктор Айболит» И. В. Морозова (1954)
- «Семь красавиц» К. А. Караева (1955)
- «Шурале» Ф. З. Яруллина (1956)
- «Дон Жуан» Л. В. Фейгина (1964)
- «Лейли и Меджнун» И. И. Акбарова (1968)
- «Корсар» А. Адана (1968)
- «Сухайль и Мехри» М. Б. Левиева (1969)
- «Амулет любви» М. Ашрафи (1969)

## Награды и премии
- Сталинская премия третьей степени (1951) за оформление оперного спектакля «Гюльсара» Т. С. Садыкова и Р. М. Глиэра, поставленный на сцене БУзбГАТОБ имени А. Навои
- народный художник Узбекской ССР (1950)
- орден Ленина (18.03.1959)[1]
- два ордена Трудового Красного Знамени
- орден «Знак Почёта» (06.12.1951)[2]
- Государственная премия Узбекской ССР имени Хамзы (1970)[3]